# Травля (кровавый спорт)
Травля — это кровавый спорт, когда животное беспокоится или мучается в схватке против другого животного с целью развлечения зрителей или азартной игры. Эта деятельность является незаконной в большинстве стран с разным уровнем правоприменения.

## История
В разные периоды истории и в разных культурах по всему миру утвердились различные виды травли, названные в честь используемых видов. К ним относятся травля барсуков, медведей, быков, ослов, уток, свиней, гиен, львов, обезьян, крыс, волков. Практиковалась и травля людей. Многое из того, что известно о травле, пришло из средневековой Англии, хотя какое-то время там это не было законным. Однако это всё ещё практикуется в других частях мира, в том числе в некоторых культурах Центральной Азии.

## Ограничения

### Политические
- Южный Судан : Уголовный кодекс гласит, что организация схваток между петухами, баранами, быками или другими домашними животными или поощрение таких действий наказывается лишением свободы на срок до двух месяцев или штрафом по приговору суда[5].